# Palais Serristori (Rome)
Le palais Serristori est un bâtiment de la Renaissance à Rome, important pour des raisons historiques et architecturales. Le palais est l'un des rares bâtiments Renaissance du rione du Borgo à avoir survécu à la destruction de la partie centrale du quartier, et notamment du Borgo Vecchio le long duquel il était édifié, en raison de la construction de la Via della Conciliazione, la grande avenue menant à la basilique Saint-Pierre.

## Emplacement
Le palais est situé dans le rione du Borgo, entre la Via della Conciliazione et le Borgo Santo Spirito, avec sa façade principale orientée à l'est, le long de la Via dei Cavalieri del Santo Sepolcro. Il se trouve à l'est du palais Cesi-Armellini et fait face à l'est au palais Della Rovere, deux bâtiments Renaissance remarquables.

## Histoire

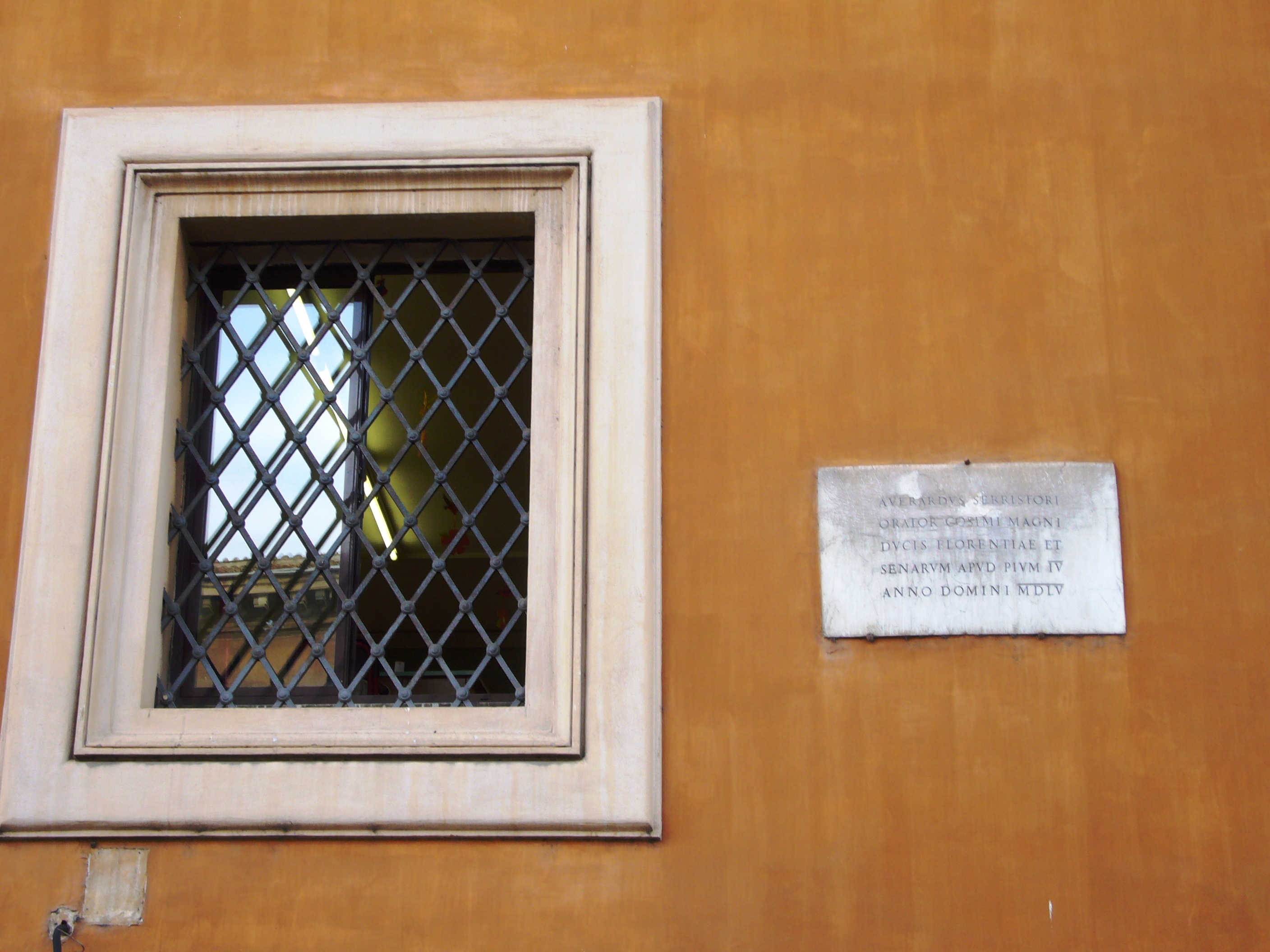
Plaque Renaissance d'Averardo Serristori, le fondateur du palais.

À la fin du XVe siècle, à cet emplacement se trouve un petit palais, propriété de César Borgia, l'un des enfants du pape Alexandre VI,. Par la suite, le bâtiment appartient au cardinal Bartolomeo Della Rovere, un farouche ennemi des Borgia. En 1565, il est démoli et un nouveau palais est érigé par Averardo Serristori, ambassadeur du grand-duc de Toscane Cosme Ier auprès du pape Pie IV. Le bâtiment devient le siège de l'ambassade de Toscane avant qu'il ne soit déplacé au palais Firenze dans la rione du Campo Marzio et reste la propriété de la famille Serristori jusqu'en 1821.
Cette année-là, la chambre apostolique l'achète et le transforme en caserne pour les zouaves pontificaux. En 1867, à la veille des événements menant à la bataille de Mentana, Giuseppe Monti et Gaetano Tognetti, deux révolutionnaires luttant pour l'annexion de Rome au royaume d'Italie, placent une mine dans un cellier sous le palais. Celle-ci explose le 22 octobre 1867, détruisant une aile entière du bâtiment et tuant 23 zouaves (dont neuf italiens, membres de l'ensemble musical de l'unité, et des soldats en activité ou aux arrêts) et quatre civils. Les deux révolutionnaires sont tous deux capturés, condamnés à mort et exécutés un an plus tard.
Après 1870, l'année où Rome est annexée à l'Italie, l'édifice devient une caserne (en italien : caserma) des Bersagliers, d'abord nommée Caserma Serristori et après 1904 Caserma Luciano Manara d'après le héros de la République romaine de 1849,. En 1920, le palais devient une demeure. 
En 1927, le bâtiment abritant la « Scuola Pontificia Pio IX », fondée par le pape Pie IX en 1859, située sur la Piazza Pia (à l'entrée de Borgo près du Tibre) et dirigée par l'institut religieux des Frères de la Miséricorde de Notre-Dame du Perpétuel secours, doit être démolis car la place doit être agrandie. Deux ans plus tard, dans le cadre des accords du Latran, le Saint-Siège récupère la propriété du Palazzo Serristori ; l'école y est déplacée avec l'aide financière du pape Pie XI et de la ville de Rome. Le palais est modifié par l'architecte Alberto Calza Bini pour l'adapter à sa nouvelle fonction. En 2015, l'école demeure l'une des plus importantes de la ville, accueillant environ un millier d'élèves, fréquentant l'école primaire et secondaire, le Liceo classico et scientifico. La société sportive Fortitudo 1908, l'une des plus traditionnelles de Rome, dépend également de l'école, dont la section football (dont les membres étaient surnommés « Les lions de Borgo ») a fusionné avec deux autres clubs en 1927 pour former l'AS Roma, tout comme la Filodrammatica Roma, une compagnie de théâtre amateur à laquelle participèrent certains des meilleurs acteurs italiens du XXe siècle, comme Renato Rascel, Amedeo Nazzari et Andreina Pagnani,.

## Description

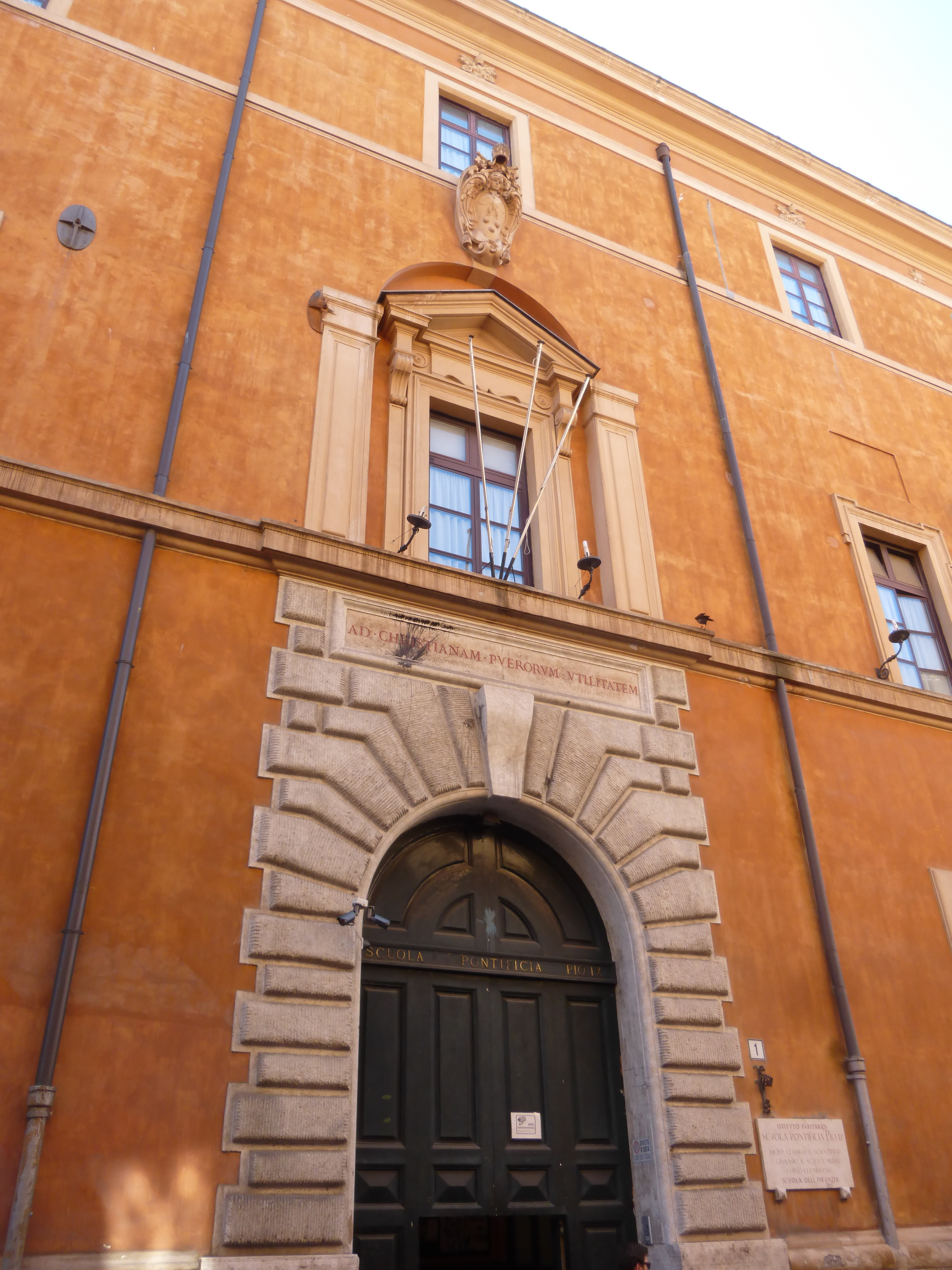
La porte principale du palais.

Le bâtiment, selon une description de l'époque du pape Clément VIII, avait une façade avec neuf fenêtres, une cour et mesurait 50 pieds romains de long et 85 pieds de large (environ 15 × 25 m). La façade principale a des fenêtres carrées et en son centre un portail encadré de bossages. Le motif des clés de saint Pierre est répété tout autour de la corniche. Au-dessus du portail se trouve une fenêtre encadrée par deux lésènes surmontées d'un fronton triangulaire. La fenêtre est coiffée d'un bouclier portant les armoiries du pape Pie XI. À l'origine, au-dessus du portail, une inscription latine faisait référence à Averardo Serristori, maintenant déplacée du côté faisant face à la via della Conciliazione. Une nouvelle inscription latine, qui dit « AD CHRISTIANAM PUERORUM UTILITATE » (« Pour le profit chrétien des enfants »), provenant de l'école détruite Piazza Pia, près de château Saint-Ange, y a été installée.
À l'intérieur, le palais conserve toujours la grande cour carrée originale de la Renaissance avec une loggia avec des arcs reposant sur des piliers et une galerie ouverte, également avec des arcs. Une fontaine, initialement placée au centre de la cour, a été remontée du côté ouest. Sur le mur voisin, une inscription en latin loue le pape Pie XI. L'intérieur du bâtiment montre encore des restes de fresques avec des sujets militaires et patriotiques peints après 1870. Le palais comprend également une chapelle consacrée à la Vierge de la Miséricorde. La chapelle est de plan rectangulaire, terminée par une fenêtre palladienne placée dans un chœur couvert par une voûte d'arêtes. Elle est décorée de fresques peintes en 1934 par Fra Aureliano Scaffoletti. L'autel du XIXe siècle provient de l'école détruite Piazza Pia et est surmonté d'une représentation de la Vierge de la Miséricorde flanquée de deux anges.

## Source de traduction
- (en) Cet article est partiellement ou en totalité issu de l’article de Wikipédia en anglais intitulé « Palazzo Serristori, Rome » (voir la liste des auteurs).